# Франческо Ді Фульвіо
Франческо Ді Фульвіо (італ. Francesco Di Fulvio, нар. 15 серпня 1993, Пескара, Італія) — італійський ватерполіст, бронзовий призер Олімпійських ігор 2016 року.

## Виступи на Олімпіадах
| Олімпіада           | Дисципліна | Місце |
| ------------------- | ---------- | ----- |
| Ріо-де-Жанейро 2016 | водне поло | 3     |